# Johannes Richter (Architekt)

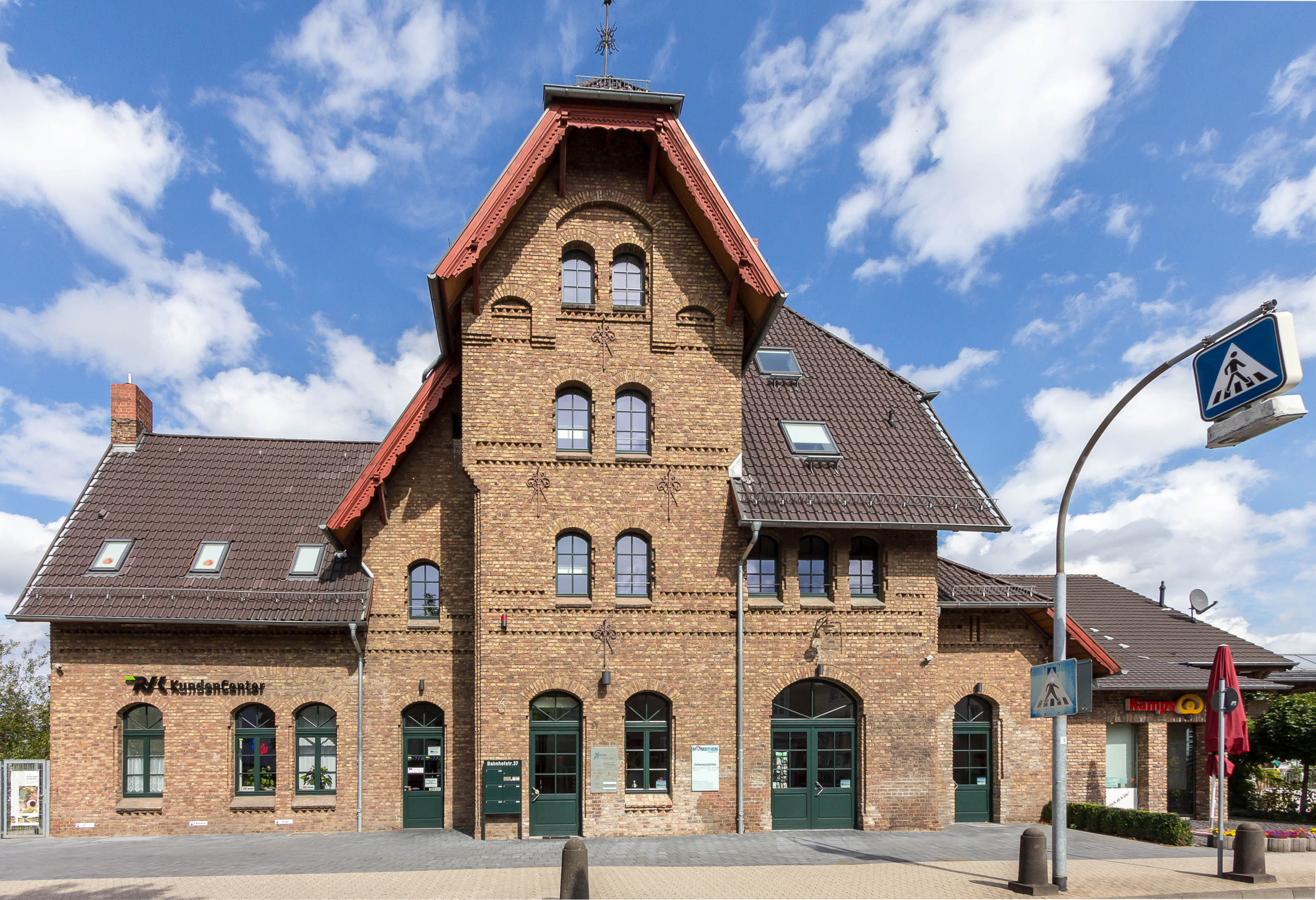
Bahnhof Rheinbach

Johannes Richter, auch Jodocus Richter, (* 1. April 1842 in Koblenz; † 31. Dezember 1889 in Bonn; vollständiger Name: Johann Anton Josef Richter) war ein deutscher Architekt und Baubeamter.

## Leben
Richter war der Sohn des Arztes Anton Richter und dessen Frau Franziska. In seiner Geburtsstadt Koblenz besuchte er das Gymnasium. 1859 begann er ein Studium an der Berliner Bauakademie, wo er am 11. Juli 1868 die Baumeister-Prüfung bestand. Es folgte eine Tätigkeit bei der Direktion der Thüringischen Eisenbahn-Gesellschaft in Erfurt, für die er vorwiegend Eisenbahn-Hochbauten plante. Im Deutsch-Französischen Krieg 1870/71 diente er als Offizier. Anschließend arbeitete Richter bei der Neubauabteilung der Rheinischen Eisenbahn-Gesellschaft als Eisenbahnbau- und Betriebsinspektor. Er war verantwortlich für die Hochbauten der Voreifelbahn von Bonn nach Euskirchen – unter anderem die Empfangsgebäude in Duisdorf, Odendorf und Kuchenheim, die von 1878 bis 1879 erbaut wurden – sowie der Strecke Oppum–Krefeld. Zudem erstellte er die Pläne für das Empfangsgebäude des Neusser Bahnhofs, sein größtes Bahnhofsgebäude. 1880 wurde Richter zum Eisenbahninspektor ernannt. Mit der Verstaatlichung der Rheinischen Eisenbahn-Gesellschaft kam Richter in den preußischen Staatsdienst und wurde nach Dirschau versetzt.
Nach seinem freiwilligen Ausscheiden aus dem Staatsdienst wurde Richter zum Zweiten Stadtbaumeister von Aachen unter Karl Heuser ernannt. Vom 1. Dezember 1884 bis zum 1. Dezember 1886 leitete er die Hochbauabteilung. Ab August 1886 ließ sich Richter aufgrund einer Erkrankung vom späteren Stadtbaumeister Joseph Laurent vertreten. Die Erkrankung führte schließlich zu seinem Ausscheiden aus dem Dienst. Anschließend war Richter als Privatarchitekt in Bonn tätig und wirkte unter anderem als Preisrichter bei einem Mainzer Kirchenbauwettbewerb. Unter anderem schuf er 1889 zwei Entwürfe für den Neubau des Bonner Theologenkonvikts Collegium Albertinum und einen für die Pfarrkirche St. Nikolaus in Kessenich, deren Fertigstellung er nicht mehr erlebte. Seine Beisetzung erfolgte auf dem Friedhof in Kessenich an Alt-St. Nikolaus.

## Werk (Auswahl)
- 1888: Wiederherstellung der Remigiuskirche in Bonn mit Kreuzgang und Klostergebäuden nach einem Brand (im Zweiten Weltkrieg zerstört)[2]
- 1888–1891: katholische Pfarrkirche St. Nikolaus in (Bonn-)Kessenich[2]
- 1890–1892: Collegium Albertinum in Bonn (Ausführung durch Gerhard Franz Langenberg)[2]